# Nigel Richards
Nigel Richards, född 1967 i Christchurch, är en nyzeeländsk Scrabble-spelare som allmänt anses vara den skickligaste spelaren någonsin. Han har vunnit fem världsmästerskap på sitt modersmål engelska och dessutom två världsmästerskap på franska och ett på spanska. De senare utan att kunna tala språken.
Richards började spela Scrabble 1996 i sin hemstad Christchurch. Han vann sitt första nyzeeländska mästerskap 1997. Sin första världsmästartitel vann Richards 2007 och följde upp med ytterligare en titel 2011. Han har erövrat världsmästartiteln ytterligare tre gånger, nämligen 2013, 2018 och 2019.
Richards blev uppmärksammad utanför Scrabble-kretsar när han 2015 vann världsmästartiteln i franskspråkigt Scrabble utan att kunna prata språket. Han följde upp den bedriften 2018 då han åter lyckades vinna samma titel. Under 2024 uppmärksammades han på nytt efter att han vunnit världsmästartiteln i spanskspråkigt Scrabble, återigen utan att kunna tala språket. Richards vann 23 av 24 spelade partier i turneringen.